# 矢口史靖
矢口 史靖（やぐち しのぶ、1967年5月30日 - ）は、日本の映画監督、脚本家である。神奈川県伊勢原市出身。東京造形大学卒業。

## 人物・来歴
神奈川県立伊志田高等学校卒業。東京造形大学に入学後、1年先輩の鈴木卓爾に影響を受け、8ミリによる自主映画を撮り始める。1990年のぴあフィルムフェスティバルにて、8ミリ長編『雨女』がグランプリを受賞。PFFスカラシップを獲得し、16ミリ長編『裸足のピクニック』（1993年）で劇場監督デビュー。
フジテレビ、アルタミラピクチャーズと共に制作した『ウォーターボーイズ』（2001年）では、“男子シンクロナイズドスイミング部”というユニークな題材をもとにし、大ヒットを記録。第25回日本アカデミー賞では優秀脚本賞、優秀監督賞を受賞した。
同じくフジテレビ、アルタミラピクチャーズ作品である『スウィングガールズ』（2004年）も大ヒットし、第28回日本アカデミー賞では、最優秀脚本賞・最優秀音楽賞・最優秀録音賞・最優秀編集賞・話題賞等の5部門を受賞した。
2008年には、『ハッピーフライト』が公開された。
『ロボジー』（2012年）で主演を務めたミッキー・カーチス（五十嵐信次郎）は、矢口について自ら絵コンテを描いてから撮影を行うなどこだわりのある人物であったと証言しており、面白い現場であったと述懐している。

## 作品

### 監督作品

#### 自主制作
- フラストレイター （1986年） ※8ミリ／20分
- 回記線 （1987年） ※8ミリ／17分
- 浅き夢みし （1990年） ※東京造形大学映画ゼミのメンバーによる8ミリのオムニバス作品
- 水栓テレビ （1990年） ※VTR／5分
- 雨女 （1990年） ※8ミリ／72分
- ワンピース （1994年 - 現在） ※ビデオ短編集
- バードウォッチング （1996年） ※16ミリ／13分

#### 劇場映画
- 裸足のピクニック （1993年）兼脚本
- ひみつの花園 （1997年）兼脚本
- アドレナリンドライブ （1999年）兼脚本
- ウォーターボーイズ （2001年）兼脚本
- パルコ フィクション （2002年） ※鈴木卓爾との共同監督によるオムニバス作品
- スウィングガールズ （2004年）兼脚本
- 歌謡曲だよ、人生は （2007年） ※第9話「逢いたくて逢いたくて」脚本・監督
- ハッピーフライト （2008年）兼脚本
- ロボジー （2012年[6]）兼脚本
- WOOD JOB! 〜神去なあなあ日常〜（2014年）兼脚本
- サバイバルファミリー（2017年）兼脚本[7]
- ダンスウィズミー（2019年8月16日公開）兼脚本
- ドールハウス（2025年6月13日公開） 脚本・原案・監督[8]

#### テレビドラマ
- 学校の怪談　春のたたりスペシャル（1999年3月30日、関西テレビ）

第3話「悪魔の選択」
- 学校の怪談　春の呪いスペシャル（2000年3月28日、関西テレビ）

オープニング「魔界教室」
第1話「恐怖心理学入門」
- 学校の怪談　春の物の怪スペシャル（2001年3月27日、関西テレビ）

オープニング&エンディング「魔界学園」
第1話「怪猫伝説」※ワンピースの代表作「猫田さん」のセルフリメーク版。

### 漫画原作
- プリーズ・フリーズ・Me（1998年 - 1999年、ビッグコミックスペリオール連載、画・とみさわ千夏）

### 著書
- メイキング オブ モスラ―探検!モスラ絵日記（1996年12月、フォレスト出版）(東宝映画「モスラ」の撮影現場を取材した鈴木卓爾との共著）、ISBN 978-4894510104。
- 映画監督はサービス業です。―矢口史靖のヘンテコ映画術―（2019年9月、DU BOOKS）、 ISBN 978-4866471006。

## 「鈴木」という主人公
矢口映画では、主人公の名字が「鈴木」である場合が多い。以下はその例である。
- 『裸足のピクニック』鈴木純子（芹川砂織）
- 『ひみつの花園』鈴木咲子（西田尚美）
- 『アドレナリンドライブ』鈴木悟（安藤政信）
- 『ウォーターボーイズ』鈴木智（妻夫木聡）
- 『スウィングガールズ』鈴木友子（上野樹里）
- 『歌謡曲だよ、人生は』第9話「逢いたくて逢いたくて」鈴木夫妻（妻夫木聡・伊藤歩）
- 『ハッピーフライト』鈴木和博（田辺誠一）
- 『ロボジー』鈴木重光（五十嵐信次郎）
- 『サバイバルファミリー』鈴木義之（小日向文世）、鈴木光恵（深津絵里）、鈴木賢司（泉澤祐希）、鈴木結衣（葵わかな）
- 『ダンスウィズミー』鈴木静香（三吉彩花）
- 『ドールハウス』鈴木佳恵（長澤まさみ）

なお『WOOD JOB! 〜神去なあなあ日常〜』の主人公の名前は平野勇気であるが、これは三浦しをんによる原作の登場人物名をそのまま使用しているためである。
主人公の名字以外に、「伊丹弥生」という役名を複数の映画で使用している。これは東京造形大時代に自主製作映画を作っていた際、協力してくれた知人への御礼の意味である。以下はその例である。
- 『ひみつの花園』（加藤貴子）
- 『アドレナリンドライブ』ラジオから流れるパーソナリティの名。
- 『ウォーターボーイズ』（秋定里穂）
- 『スウィングガールズ』（白石美帆）
- 『ハッピーフライト』場内アナウンスで名前がコールされる。
- 『ロボジー』（田畑智子）